# José Carlos Burgos
Jose Carlos Burgos (Asunción, Paraguay, 16 de junio de 1983) es un exjugador paraguayo que jugaba de volante (a veces jugaba de delantero) y  actualmente dirige al Presidente Hayes de la Primera C de Paraguay, militó en 3 clubes de su país(Guaraní (equipo en que fue campeón del Apertura 2010 en su país), Nacional (equipo en que se formó futbolísticamente) y 12 de Octubre) y en 2 clubes de Chile (Deportes Concepción y Huachipato)

## Clubes
| Club                  | País     | Año           |
| --------------------- | -------- | ------------- |
| Nacional              | Paraguay | 2005-2007     |
| 12 de Octubre         | Paraguay | 2007          |
| Huachipato            | Chile    | 2008          |
| Deportes Concepción   | Chile    | 2009          |
| Guaraní               | Paraguay | 2010          |
| Club Deportivo Macará | Ecuador  | 2010          |
| Imbabura SC           | Ecuador  | 2011-2012     |
| Sportivo Luqueño      | Paraguay | 2012-2015     |
| Sportivo Trinidense   | Paraguay | 2016-presente |

## Palmarés
| Título          | Club    | País     | Año  |
| --------------- | ------- | -------- | ---- |
| Torneo Apertura | Olimpia | Paraguay | 2010 |